# Linia kolejowa Snowidowicze – Sarny
Linia kolejowa Snowidowicze – Sarny – linia kolejowa na Ukrainie łącząca przystanek Snowidowicze i linię Kolei Południowo-Zachodniej Korosteń – Olewsk ze stacją Sarny. Zarządzana jest przez Kolej Lwowską (oddział ukraińskich kolei państwowych). Jest to fragment linii Kijów – Korosteń – Sarny – Kowel.
Linia na całej długości jest jednotorowa i niezelektryfikowana. W większości znajduje się w obwodzie rówieńskim z wyjątkiem przystanku Snowidowicze położonym w obwodzie żytomierskim. 

## Historia
Linia powstała w czasach carskich. Do końca I wojny światowej leżała w Rosji. W latach 1918–1939 położona była w Polsce, następnie leżała w Związku Sowieckim (1945 - 1991). Od 1991 znajduje się na Ukrainie.